# 埃里克·勒默尔
埃里克·勒默尔（德語：Erich Römer，1894年6月2日—1987年3月26日），德国男子冰球运动员。他曾代表德国参加1928年和1932年冬季奥林匹克运动会冰球比赛，其中1932年冬季奥运会获得一枚铜牌。